# احمد جابر الصباح
احمد جابر الصباح (به عربی: أحمد الجابر الصباح) (۱۸۸۵ – ۲۹ ژانویه ۱۹۵۰) دهمین حکمران کویت بود. وی در ۲۹ مارس ۱۹۲۱ در کویت به قدرت رسید. او در ۲۹ ژانویه ۱۹۵۰ درگذشت. وی دارای ۹ پسر و ۱۸ دختر بود.

## وقایع دوران سلطنت او
در زمان سلطنت او، پیمان عقیر در سال ۱۹۲۲ برای تعیین مرزهای بین عراق، عربستان سعودی و کویت منعقد شد. این نشست در بندر عقیر و با حضور پرسی کاکس نماینده کویت و عبدالعزیز بن عبدالرحمن آل سعود نماینده عربستان سعودی برگزار شد.